# Медаль Имтияз

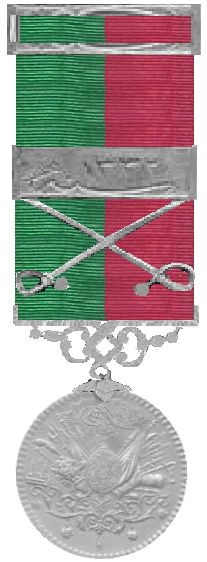
Серебряная медаль с саблями

Медаль Имтияз (Медаль «За отличие», тур. İmtiyaz Madalyası осман. امتياز نشانی‎) была учреждена султаном Абдул-Хамидом II в 1882 году. Вручалась за военные и гражданские заслуги. Медалью награждали и иностранцев. В годы Первой мировой войны большое число немецких военных были награждены этой медалью. Медаль передавалась по наследству.
Медаль была двух уровней — золотая (высшая) и серебряная. На круглой медали арабской вязью были написаны слова Hamiyyet, gayret, Şecâ'at, sadakat (патриотизм, усердие, мужество, верность). Военные награждались медалью с саблями, носилась на поясе
.